# Konská (powiat Żylina)
Konská – wieś (obec) na Słowacji położona w kraju żylińskim, w okręgu Żylina. Pierwsze wzmianki o miejscowości pochodzą z roku 1350.
Według danych z dnia 31 grudnia 2010, wieś zamieszkiwało 1477 osób, w tym 729 kobiet i 748 mężczyzn.
W 2001 roku rozkład populacji względem narodowości i przynależności etnicznej wyglądał następująco:
- Słowacy – 99,77%
- Czesi – 0,08%